# Guido Malatesta
Guido Malatesta (* 1919 in Gallarate, Varese; † 14. Juni 1970 in Rom) war ein italienischer Filmregisseur und Drehbuchautor.

## Leben
Malatesta begann nach einer Zeit als Journalist 1951 als Drehbuchautor von Filmen, die keinen großen Eindruck hinterließen. Ab 1956 führte er dann auch bei einigen kleineren italienische Produktionen Regie; gleich in seiner ersten, der Komödie I miliardari, spielte der Fernsehliebling Mike Bongiorno die Hauptrolle. In den frühen 1960er Jahren drehte er einige der damals populären Sandalenfilme, darunter Die Irrfahrten des Herkules mit Brad Harris. Seine Filme zielten auf ein eher anspruchsloses Publikum, dessen Geschmack er regelmäßig traf, und wurden von Kritikern ebenso regelmäßig zerrissen. Sein Künstlername lautete James Reed.

## Filme (Auswahl)

### Drehbuch
- 1952: Biancas Rache (Sul ponte dei sospiri) – Regie: Antonio Leonviola
- 1953: Für dich hab’ ich gesündigt (Per salvarti ho peccato) – Regie: Mario Costa
- 1959: Judith – Das Schwert der Rache (Giuditta e Oloferne)
- 1962: Zorro gegen Maciste – Kampf der Unbesiegbaren (Zorro contro Maciste)
- 1963: Samson und die weißen Sklavinnen (Sansone contro i pirati)
- 1963: Zorro, der Mann mit den zwei Gesichtern (Il segno di Zorro)
- 1964: Soraya, Sklavin des Orients (Anthar l’invincibile)
- 1965: Eine Bahre für den Sheriff (Una bara per lo Sceriffo)
- 1965: Lo sceriffo che non spara

### Regie
- 1956: I miliardari
- 1958: Valeria ragazza poco seria
- 1958: El Alamein (Deserto di gloria)
- 1959: Agosto, donne mie non vi conosco
- 1960: Die Furchtlosen von Parma (La strada dei giganti)
- 1960: Die Rache der Barbaren (La furia dei barbari)
- 1961: Die Irrfahrten des Herkules (Goliath contro i giganti)
- 1962: Germanicus in der Unterwelt (Maciste contro i mostri)
- 1963: Maciste gegen die Kopfjäger (Maciste contro i cacciatori di teste)
- 1964: Rivolta dei barbari
- 1965: I predoni del Sahara
- 1965: Rächer der Mayas – Abenteuer in den Anden (Maciste il vendicatore dei Mayas)
- 1965: Die letzten Tage des sündigen Rom (L'incendio di Roma)
- 1968: Der Sohn des “Schwarzen Adlers” (Il figlio di Aquila Nera)
- 1969: Poppea – Die Kaiserin der Gladiatoren (Le calde notti di Poppea)
- 1970: Formel 1 – In der Hölle des Grand Prix (Formula 1 – nell'inferno del Grand Prix)